# Loïc Vliegen
Loïc Vliegen (Rocourt, 20 de desembre de 1993) és un ciclista belga, professional des del 2015. En el seu palmarès destaca la victòria el Tour de Valònia de 2019.

## Palmarès
- 2014
  - 1r al Triptyque ardennais i vencedor d'una etapa
- 2015
  - 1r a la Fletxa ardenesa
  - Vencedor d'una etapa al Tour de Bretanya
  - Vencedor d'una etapa a la Cursa de la Pau sub-23
  - Vencedor d'una etapa al Tour del País de Savoia
- 2019
  - 1r al Tour de Valònia i vencedor d'una etapa
- 2020
  - 1r al Tour de Doubs

### Resultats a la Volta a Espanya
- 2017. 112è de la classificació general

### Resultats al Giro d'Itàlia
- 2018. Abandona (15a etapa)
- 2022. Abandona (16a etapa)

### Resultats al Tour de França
- 2021. Fora de control (9a etapa)